# Voyager (jeu vidéo, 1997)
Pour les articles homonymes, voir Voyager.
Voyager est un jeu vidéo d’aventure graphique développé par Looking Glass Technologies entre 1995 et son annulation en 1997. Le jeu se déroule dans l’univers de science-fiction de Star Trek: Voyager, le joueur suivant  Kathryn Janeway et l’équipage de l’USS Voyager dans leurs tentatives pour sauver les membres de leur équipe des griffes des Kazons. Le développement du jeu fait suite à un accord entre Viacom et Looking Glass concernant une série de jeux vidéo mais l’éditeur décide finalement d’abandonner l’industrie vidéo ludique en 1997, conduisant à l’abandon du projet pendant l’été. En réponse à l’annulation de Voyager, plusieurs membres de l’équipe de développement quittent le studio pour fonder Irrational Games.

## Trame
Le jeu se déroule dans l’univers de science-fiction de Star Trek: Voyager. Le joueur suit Kathryn Janeway et l’équipage de l’USS Voyager. Le jeu débute alors que le vaisseau se réapprovisionne sur une planète agricole, plusieurs membres de l’équipage étant alors capturés par les Kazons. Alors que Janeway et le reste de l’équipage poursuivent les Kazons, ils rencontrent d’autres races extra-terrestres ainsi qu’une planète abandonnée occupée par un unique système d’ordinateurs. 

## Système de jeu
Voyager est un jeu d'aventure graphique. Contrairement à d’autres jeux vidéo Star Trek de l’époque, le joueur contrôle l’ensemble de l’équipage. Pour diriger celui-ci, le joueur doit sélectionner des actions parmi plusieurs options au cours d’une « phase de décision », l’équipage réalisant ces actions automatiquement après celle-ci. Prendre certaines décisions permet d’avancer dans le scénario du jeu alors que d’autres mènent vers des culs-de-sac ou des game over. D’après le producteur du jeu, Alan Dickens, l’équipe de développement souhaite en effet que jouer à Voyager soit un peu comme regarder la série TV tout en criant après les personnages. Le joueur donne donc à l’équipage la direction à suivre et doit choisir la façon dont celui-ci résout les problèmes rencontrés dans le jeu.
Entre les « phases de décision », le joueur peut utiliser et combiner des objets, résoudre des énigmes et engager des combats. Le système d’objet du jeu implique notamment de scanner les objets avec un tricordeur puis de les stocker dans un inventaire virtuel. Ce système a été imaginé afin de pallier le problème d’hammerspace et d’éviter que le joueur ne ramasse tous les objets qu’il puisse trouver, deux problèmes que Dickens considère comme fréquents dans les jeux d’aventure. Voyager se caractérise également par son système d’énigme inspiré de la série  The Incredible Machine , une série de jeux vidéo dans laquelle le joueur doit créer des machines de Rube Goldberg. Le joueur dispose ainsi d’une collection de pièces mécaniques qu’il doit ensuite combiner pour réaliser des mécanismes plus complexes. Les combats se déroulent au sol ou dans l’espace, et comme dans le reste du jeu, le joueur ne contrôle pas chaque membre de l’équipage de manière individuelle. Il peut ainsi ordonner au groupe d’effectuer un tir de couverture, de manœuvrer ou de se téléporter hors du combat avant de regarder le combat se jouer automatiquement.

## Développement
Le développement de Voyager débute en 1995. Il est annoncé en août comme le fruit d’un accord entre Viacom et Looking Glass Studios concernant le développement d’une série de jeux vidéo basée sur l’univers de Star Trek: Voyager. Viacom est en effet intéressé par les technologies de moteur graphique développées par Looking Glass, ce qui les conduit à prendre des parts dans la société. La sortie du jeu est initialement prévue en 1996, mais celle-ci est finalement reportée à début 1997. 
Le jeu est conçu par Alan Dickens et Rachel Leventhal, la productrice de Viacom. Afin de s’imprégner de l’univers de la série et de pouvoir le retranscrire correctement, l’équipe de développement a étudié en détail les différents épisodes de Star Trek: Voyager. Pour les personnages, ils ont créé des modèles 3D des visages des différents acteurs avant d’enregistrer les dialogues avec des acteurs de la série,. Les personnages du jeu et les décors pré-rendus ont été créés avec Autodesk 3D Studio et Autodesk Alias, les animations ayant été réalisées avec le système de squelettage développé pour Terra Nova: Strike Force Centauri. Le concepteur Jonathan Chey a programmé le moteur physique et l’intelligence artificielle du jeu. Il expliquera plus tard que ces fonctionnalités n’étaient pas banales dans un jeu d’aventure et que cela démontrait le manque d’expérience de l’équipe dans ce domaine.
Après 18 mois de développement, Viacom décide finalement de se retirer du secteur vidéoludique, provoquant l’abandon du projet pendant l’été 1997,. Cet accord avec Viacom se révèle donc un échec qui affaiblit financièrement le studio et contribue, avec l’échec de Terra Nova et de British Open Championship Golf, à la banqueroute puis à la fermeture de Looking Glass en 2000,. 

## Postérité
Après l’abandon du projet, trois membres de l’équipe de développement de Voyager – Ken Levine, Jonathan Chey et Rob Fermier – décident de quitter le studio en avril 1997 pour fonder Irrational Games,,,.  Ces derniers ont ensuite notamment développé  System Shock 2 en collaboration avec Looking Glass. Levine expliquera plus tard qu’en écrivant la cinématique d’ouverture de Voyager, il a découvert les limitations technologiques qui font qu’il est difficile pour les personnages d’exprimer des émotions, et que cette expérience l’a influencé dans son travail sur des jeux comme BioShock Infinite.